# Idea leuconoe
Az Idea leuconoe a rovarok (Insecta) osztályának lepkék (Lepidoptera) rendjébe, ezen belül a tarkalepkefélék (Nymphalidae) családjába és a bűzpillefélék (Danainae) alcsaládjába tartozó faj.

## Előfordulása
Az Idea leuconoe előfordulási területe a kontinentális Délkelet-Ázsia, valamint Indonézia északi fele és a Fülöp-szigetek.
A lepkeházak és lepkekiállítások egyik kedvelt faja.

## Alfajai
Az alfajai abc-sorrendben:
- Idea leuconoe athesis Fruhstorfer, 1911
- Idea leuconoe caesena Fruhstorfer, 1911
- Idea leuconoe chersonesia (Fruhstorfer, 1898)
- Idea leuconoe clara (Butler, 1867)
- Idea leuconoe engania (Doherty, 1891)
- Idea leuconoe esanga Fruhstorfer, 1898
- Idea leuconoe fregela Fruhstorfer, 1911
- Idea leuconoe godmani Oberthür, 1878
- Idea leuconoe gordita Fruhstorfer, 1911
- Idea leuconoe javana Fruhstorfer, 1896
- Idea leuconoe jumaloni Treadaway & H.G. Schroeder, 2003
- Idea leuconoe kwashotoensis (Sonan, 1928)
- Idea leuconoe lasiaka van Eecke, 1913
- Idea leuconoe leuconoe Erichson, 1834
- Idea leuconoe mentawaica Hanafusa, 1993
- Idea leuconoe moira Fruhstorfer, 1910
- Idea leuconoe natunensis Snellen, 1895
- Idea leuconoe nigriana Grose-Smith, 1895
- Idea leuconoe obscura Staudinger, 1889
- Idea leuconoe princesa Staudinger, 1889
- Idea leuconoe samara Fruhstorfer, 1910
- Idea leuconoe siamensis (Godfrey, 1916)
- Idea leuconoe sibutana Treadaway & H.G. Schroeder, 2003
- Idea leuconoe solyma Fruhstorfer, 1910
- Idea leuconoe vedana Fruhstorfer, 1906
- Idea leuconoe vicetia Fruhstorfer, 1911

## Megjelenése
E nagytestű lepke szárnyai felül is és alul is fehérek fekete mintázatokkal; a fekete mintázat a szárnyak szélén inkább foltokba rendeződik, míg a test felé haladva csíkokká alakul át.

## Életmódja
A hernyó főleg Parsonsia-fajokkal, például Parsonsia helicandrával és Parsonsia spiralisszal táplálkozik; de ezek mellett Tylophora hispidát és Cynanchum formosanumot is fogyaszt.

## Képek

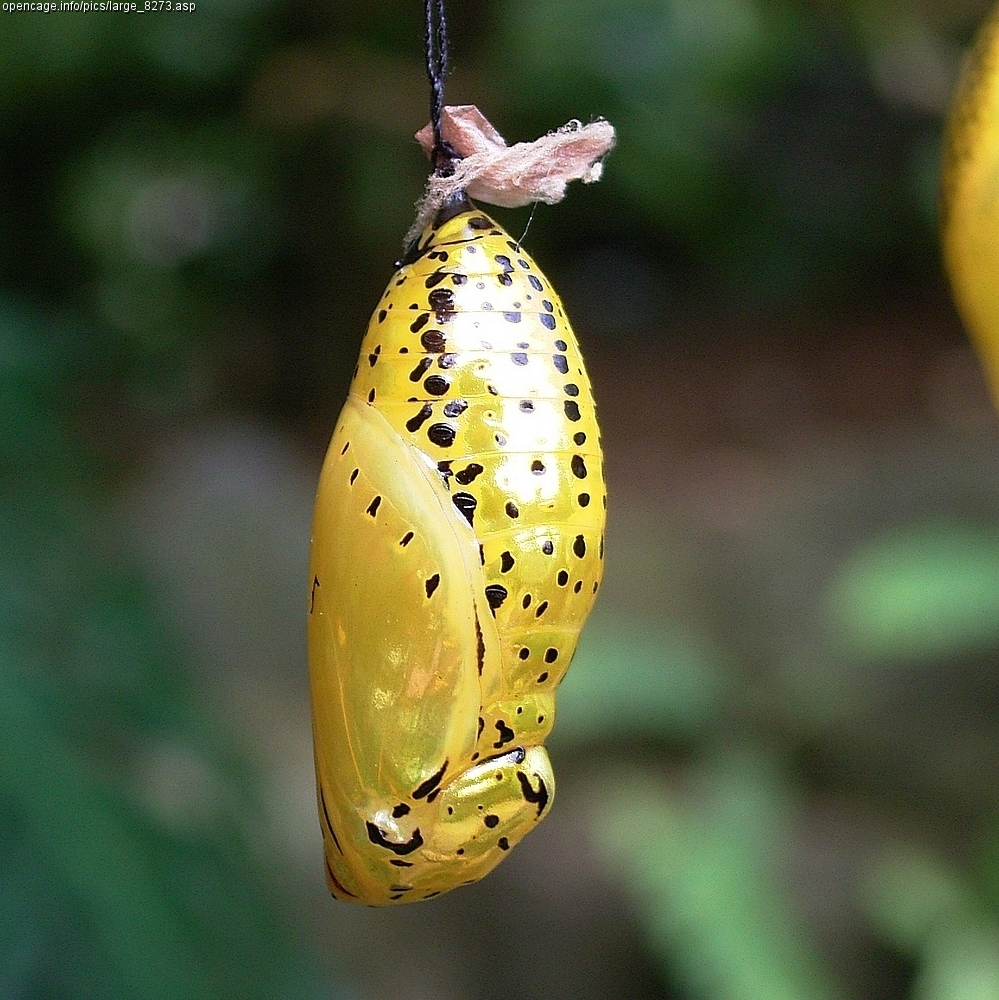
báb
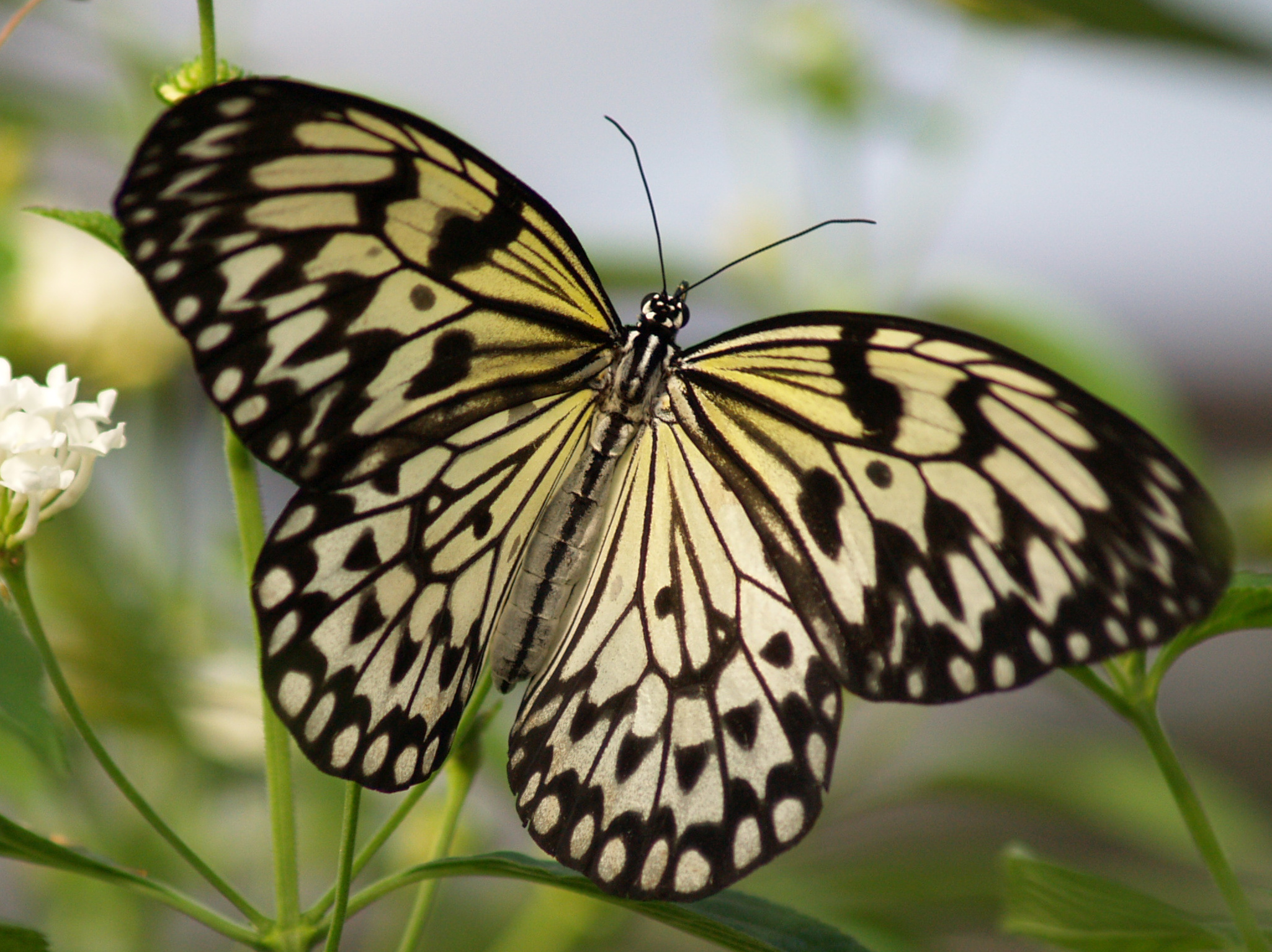
és imágók
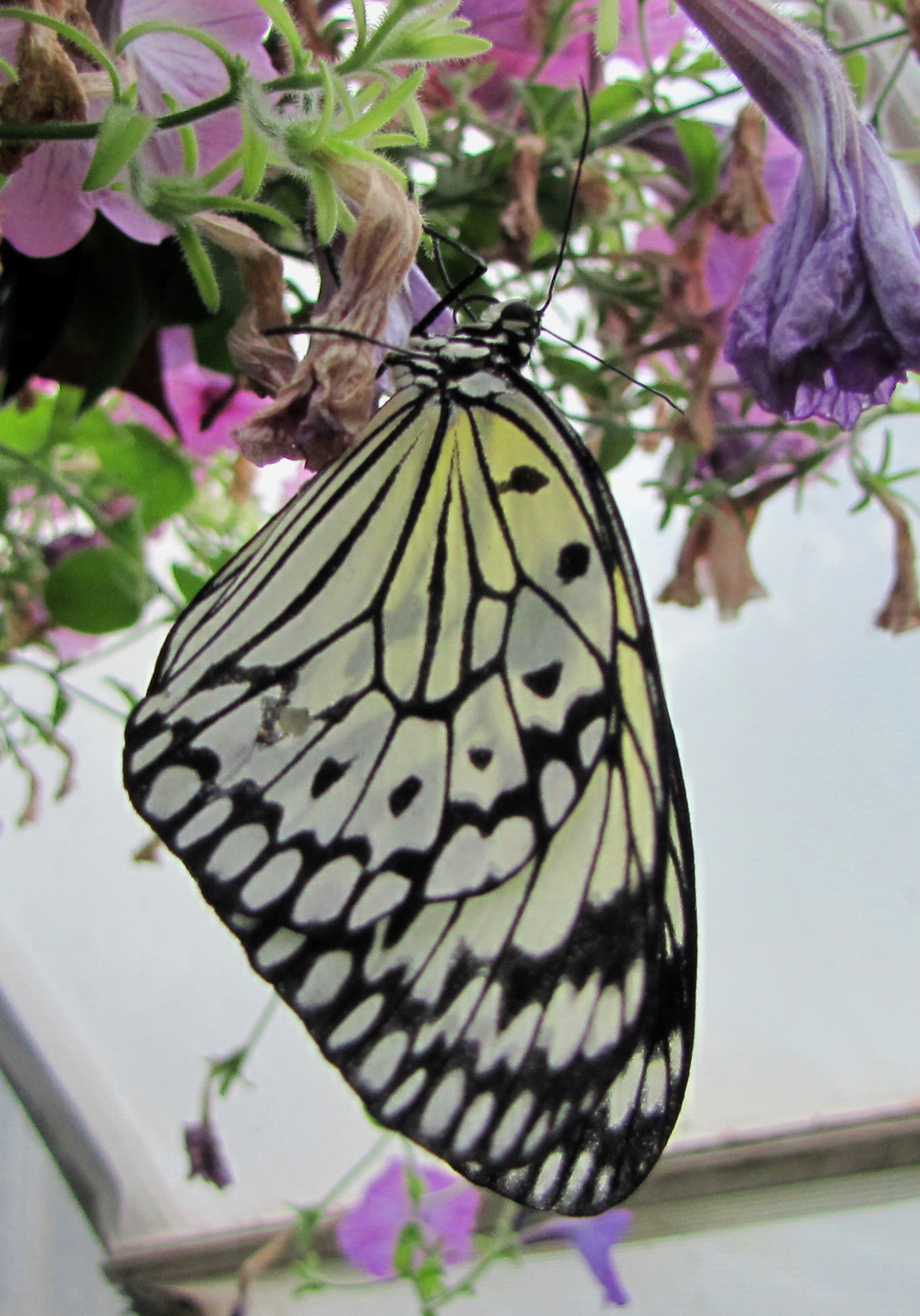
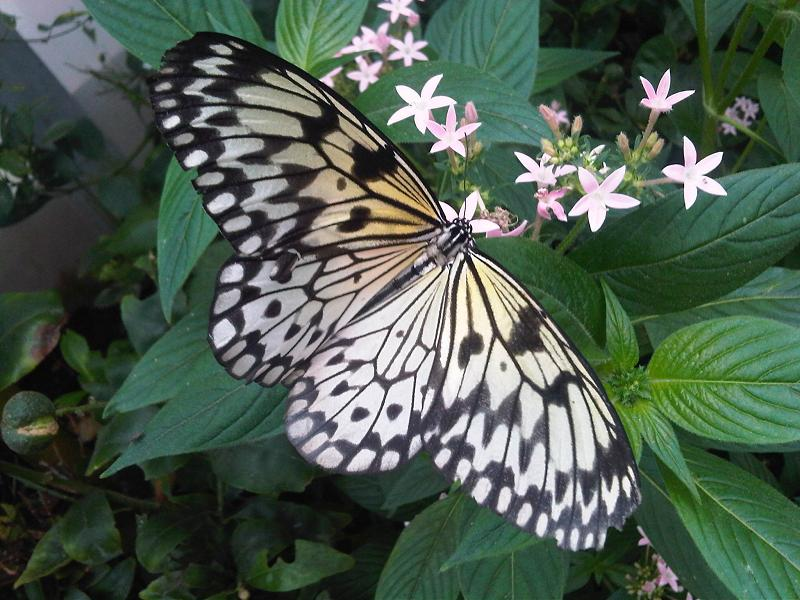
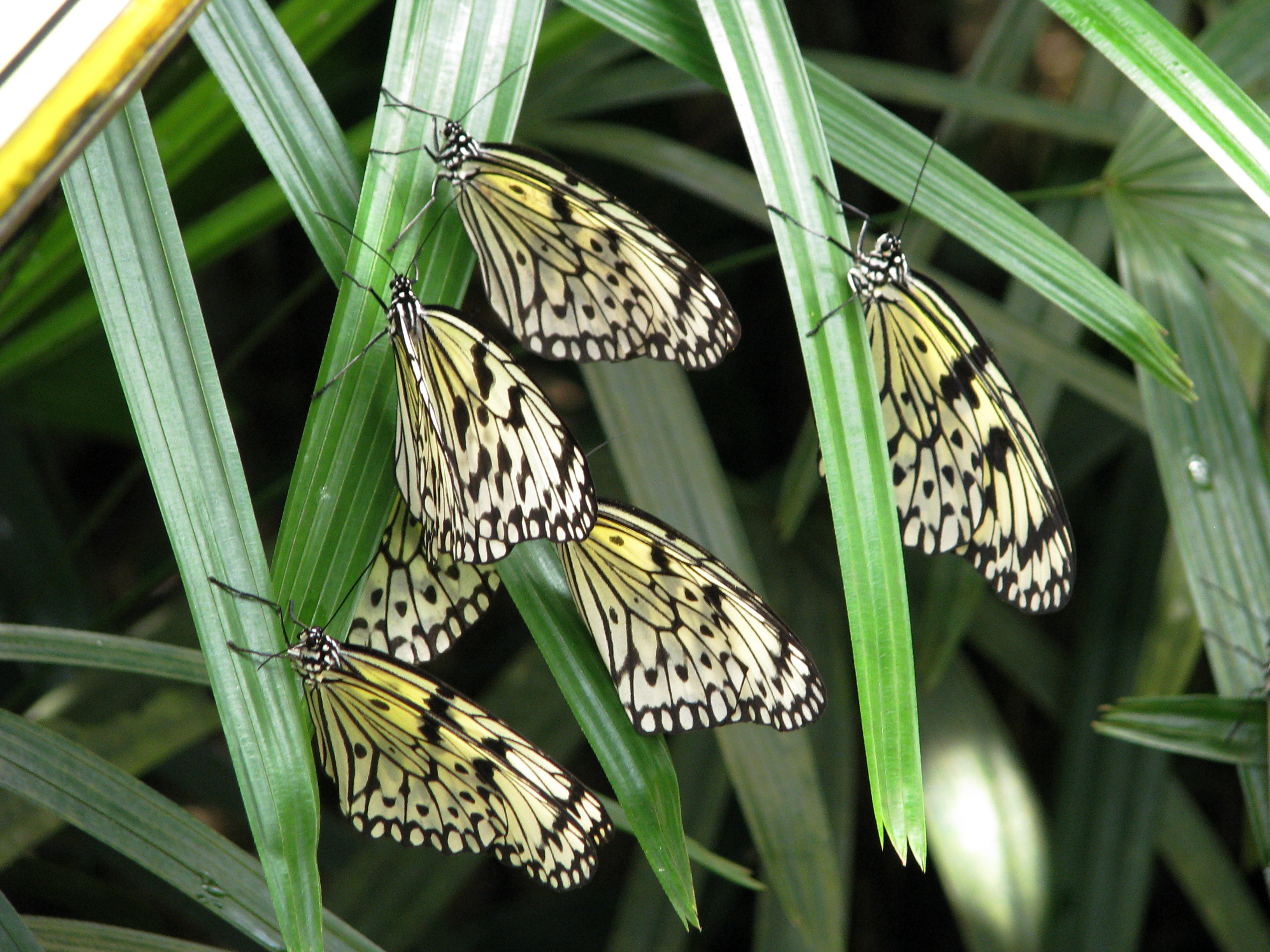
csoportban
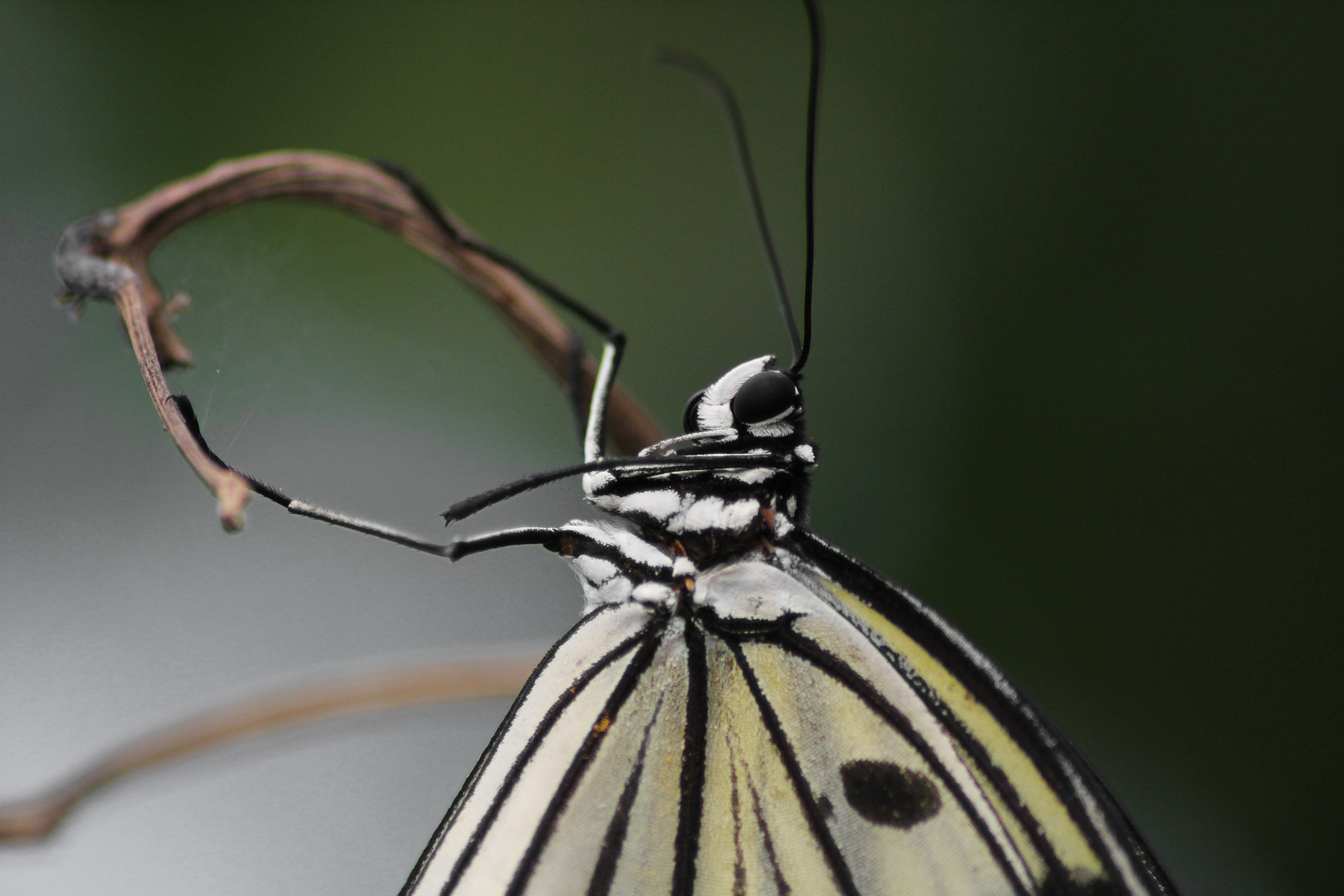
közelről
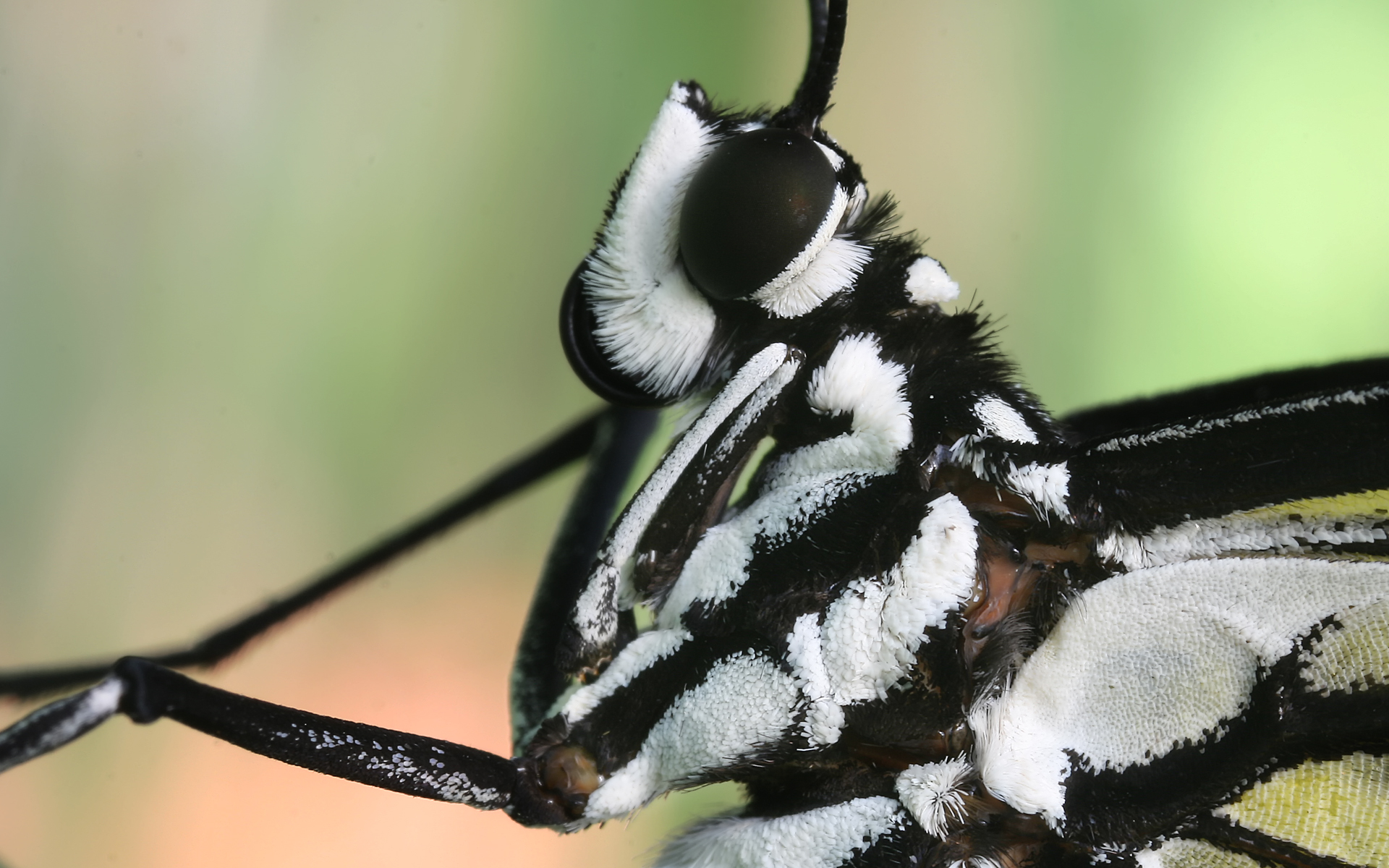

## Fordítás
- Ez a szócikk részben vagy egészben  az   Idea leuconoe című angol Wikipédia-szócikk ezen változatának fordításán alapul.  Az eredeti cikk szerkesztőit annak laptörténete sorolja fel. Ez a jelzés csupán a megfogalmazás eredetét és a szerzői jogokat jelzi, nem szolgál a cikkben szereplő információk forrásmegjelöléseként.